# Bodnár András (színművész)
Bodnár András /Endre/ (Kiszte, 1827 – Kunágota, 1893. február 8.) katolikus papból lett színész, színészből lett református pap, a magyar színészvilág különösen érdekes alakja.

## Életútja
Zemplén megyében, Kisztén született, értelmes földművelő családból. Gimnáziumi tanulmányait Kassán végezte be, Temesvárott pedig teológiai tanulmányait. Mint segédlelkész működött Szőregen, Kisteleken, Battonyán, Makón, Apátfalván, majd plébános lett Kunágotán. Heves temperamentuma azonban nem bírta a papi fegyelmet, 1871 novemberében otthagyta plébániáját, a reverendát makkos mellénnyel és árvalányhajas pörgekalappal cserélte fel, felcsapott Thália papjának. Daliás alakja és mélyérzésű bariton hangja csakhamar népszerű népszínműénekessé tették; az egész ország bámulta a katolikus pap-színészt. Aradon 1872. március közepén lépett fel nagy sikerrel, a »Csikós« címszerepében, azután Békésgyulán, április 28-án pedig Szegeden. Június 4-én volt az első pesti fellépte a budai Népszínházban, Miklósy Gyulánál, ugyancsak a »Csikós«-ban, június 13-án pedig a »Két pisztoly«-ban. Azonban a kunágotaiak deputációba mentek hozzá, hogy ha áttér a református vallásra és lelkészük lesz, ők is kálvinisták lesznek. És a színészből újra pap lett. Bodnár elfogadta a meghívást, letette a lelkészi vizsgákat és elment, most már református papnak, Kunágotára. Megalapította a kunágotai református egyházat, templomot építtetett és egyáltalában a legnagyobb hűséggel intézte mindvégig egyháza gondjait. Még 20 évig lelkészkedett, majd 1893. február 8-án Kunágotán elhunyt. 
Felesége Birnstingel Adél volt, akivel 1873-ban kötött házasságot. Frigyükből négy gyermekük született.